# Немецкая слобода
Неме́цкая слобода́ — исторический район Москвы, место поселения (слобода) «немцев» — европейцев разных национальностей и народностей, в том числе пленных военнослужащих и наёмных специалистов. Немцами тогда называли не только уроженцев современной Германии, но и вообще любых иностранцев, которые не знали русского языка, то есть «немых».

## Старая Немецкая слобода
Первая Немецкая слобода в Москве появилась при Василии III, который завёл при себе почётную стражу из наёмных иноземцев и отвёл им для поселения слободу Наливки в Замоскворечье, между Полянкой и Якиманкой. Эта слобода была сожжена крымским ханом Девлетом I Гиреем во время его нападения на Москву в 1571 году.
Походы царя Ивана IV в Ливонию доставили в Москву очень большое количество пленных иностранцев. Часть их была разослана по другим городам, другая часть поселилась в Москве, где для постройки домов им отвели новое место, близ устья Яузы, на её правом берегу. Московский иноземный пригород русские прозвали Кукуем, по названию протекавшего поблизости ручья Кукуя, притока реки Чечёры. В XVI веке Немецкая слобода была лишь одним из поселений иностранцев в городе. По свидетельству англичанина сэра Джерома Горсея, шотландцы проживали в районе Болвановки. Найденные на территории Данилова монастыря немецкие надгробные плиты, возможно, свидетельствуют о проживании вблизи монастыря иностранцев. В 1578 году Немецкая слобода была подвергнута Иваном IV погрому, имущество жителей конфисковано, а сами они, по словам служившего в Московии французского наёмника Жака (Якова) Маржерета, были «зимой изгнаны нагими, в чем мать родила».
В правление Бориса Годунова, благоволившего к иностранцам, в Москве появилось много немецких купцов, которым он дал «полную свободу и права гражданства в Москве наравне со всеми московскими купцами». По свидетельству пана Станислава Немоевского, «лифляндские изменники» построили около полутораста домов, а голландский купец Исаак Масса в своём сочинении о Московии пишет, что эти пленные лифляндцы получили здесь свободу с запрещением выезда из Москвы. Однако Смута принесла с собой новое разорение: Немецкая слобода была выжжена дотла. Компактные поселения европейцев перестали существовать, иноземцы разбежались по городам, а те, кто остались в Москве, стали селиться в местности у Поганых прудов, а также на Арбате, на Тверской улице и в Сивцевом Вражке.
Живя в России, иноземцы сохраняли своё вероисповедание, вступая в браки между собой независимо от национальности и религиозной принадлежности. Они приезжали в Россию ради торговли или для вступления в службу русским царям в качестве военных, медиков или мастеров разных специальностей. Увеличение их численности в Москве послужило поводом для отделения их от православных москвичей. Иностранцы, селившиеся в Москве, оказывались в выгодном положении: они не платили торговых пошлин, могли «курить вина» и варить пиво. Это вызывало немалую зависть среди русского населения, влияние иностранцев на одежду и быт вызывало опасения духовенства, домовладельцы жаловались, что «немцы» поднимают цены на землю. Правительству пришлось удовлетворить эти жалобы.

## Новая Немецкая слобода
Согласно указу царя Алексея Михайловича от 4 (14) октября 1652 года иностранцы, не принявшие православия, должны были разобрать и перенести свои дома на новое место и образовать иноверческое поселение за пределами города — в Новой Немецкой слободе. Под эти цели был выделен пустующий участок на правом берегу Яузы, к востоку от Басманных слобод и южнее дворцового села Покровского. Границами территории Новонемецкой слободы были: на севере — Покровская дорога, на востоке и юге — река Яуза, на западе — река Чечёра. Иностранцы застраивали Новонемецкую слободу преимущественно деревянными домами. Участки для постройки отводились каждому, в зависимости от его состояния, должности или промысла. Поселение было разделено правильными улицами, центральной из которых стала Большая улица (Немецкая, ныне — Бауманская). 
Большую часть населения слободы составляли военные. По переписи 1665 года две трети от общего числа дворов принадлежало офицерам, которые были набраны на царскую службу из Германии, Батавии (то есть Голландии), Англии, Шотландии и других стран и регулярно получали жалованье даже в мирное время. До указа от 18 мая 1666 года Новая Немецкая слобода была в ведомстве Иноземского приказа.
В XVII веке русские люди, главным образом из придворного дворянства, заимствовали у «немцев» предметы быта. В доме зажиточного русского человека XVII века было уже не редкостью встретить рядом с простыми липовыми или дубовыми столами или скамьями столы и кресла из эбенового или индийского дерева. На стенах стали появляться зеркала, часы. На берегу Яузы во второй половине XVII века была открыта мануфактура Альберта Паульсена.
Конец XVII века является расцветом Немецкой слободы. К тому времени Немецкая слобода представляла собой уже настоящий иностранный городок с чистыми прямыми улицами, набережной аллеей, садами, уютными и опрятными домиками с цветниками. Бернгард Леопольд Таннер писал о московских «немцах», что «они сохранили… порядок на образец германских городов при сооружении и умножении домов, которые строили красиво и расчетливо». Некоторые обитатели слободы нашли расположение у молодого царя Петра I, который был частым посетителем этой слободы. Здесь он познакомился с Францем Лефортом и Патриком Гордоном, будущими сподвижниками царя, завёл роман с Анной Монс. При Петре Немецкие слободы потеряли свою автономию и стали подчиняться Бурмистерской палате.
С начала XVIII века слободской уклад почти исчез, территория стала застраиваться дворцами аристократии — по сей день сохраняются памятники этой эпохи. В 1799 году в Немецкой слободе родился Александр Сергеевич Пушкин. В 1701 году Я. Г. Грегори открыл в Немецкой слободе частную аптеку. Переулок, на котором стояла аптека, получил название Аптекарского переулка. На берегу Яузы появилась Шёлковая фабрика русского предпринимателя П. Белавина, ленточная фабрика Н. Иванова и др.
Немецкая слобода сильно пострадала от пожара в сентябре 1812 года, когда выгоревшим оказался практически весь район. После наполеоновского погрома 1812 г. бывшая Немецкая слобода заселена главным образом купцами и мещанами. По Немецкой слободе получила название Немецкая улица (с 1918 — Бауманская улица). С середины XIX века название Немецкая слобода исчезает в московской лексике и на её территории частично распространяется название Лефортово.

Немецкая слобода в конце XVII века. Гравюра Генриха де Витта
Немецкая слобода в конце XVII века. Гравюра А. Шхонебека и его учеников 1705 г.
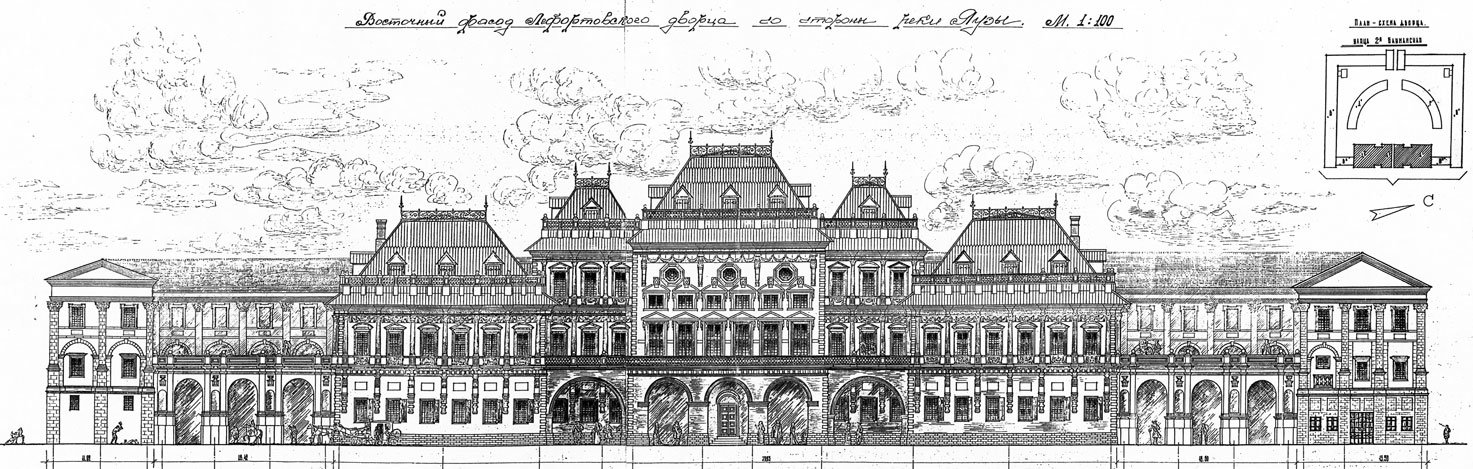
Дворец Петра I на Яузе (Лефортовский дворец)
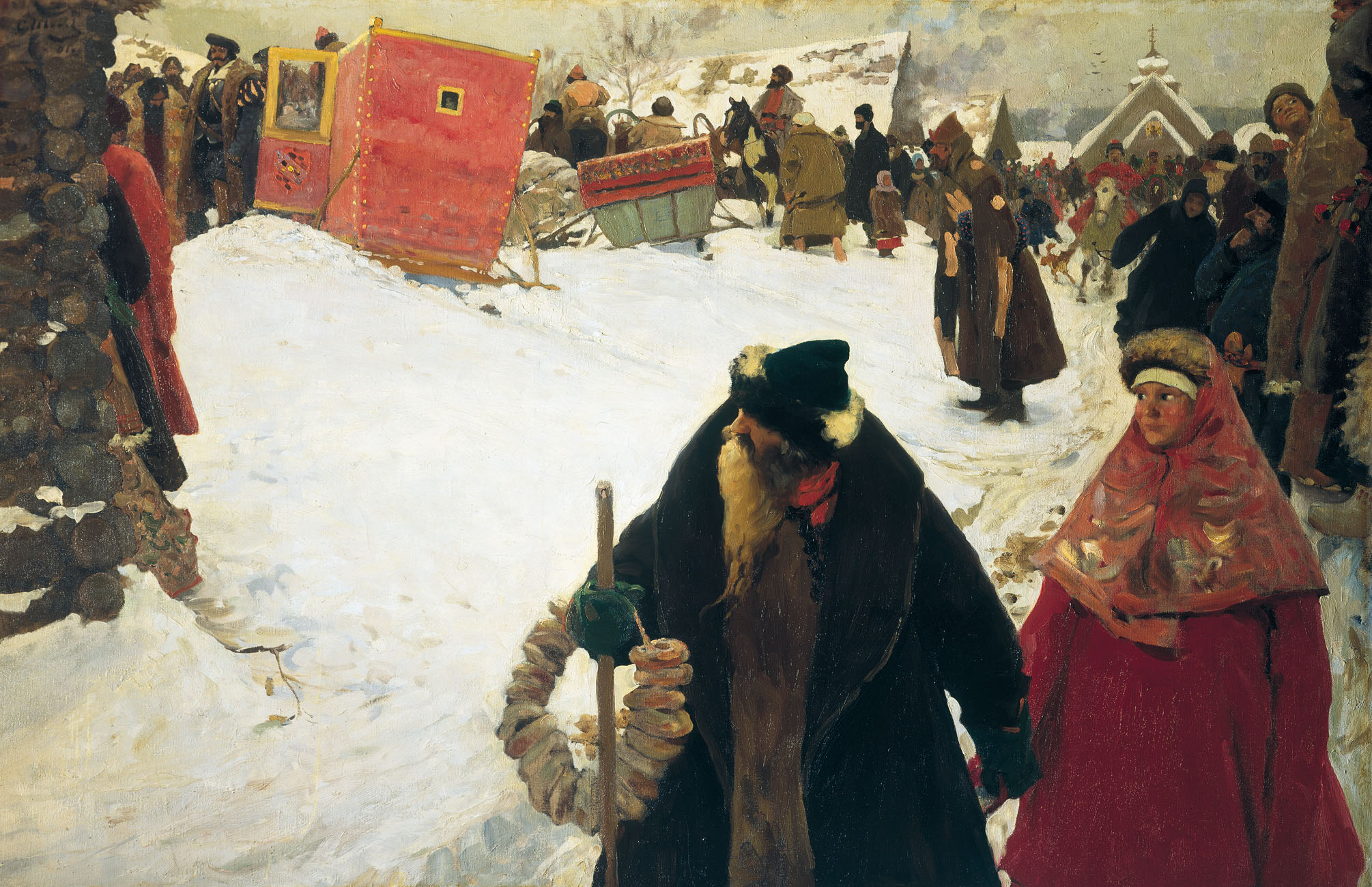
Приезд иноземцев (XVII в.). Картина С. И. Иванова

## Церкви Немецкой слободы

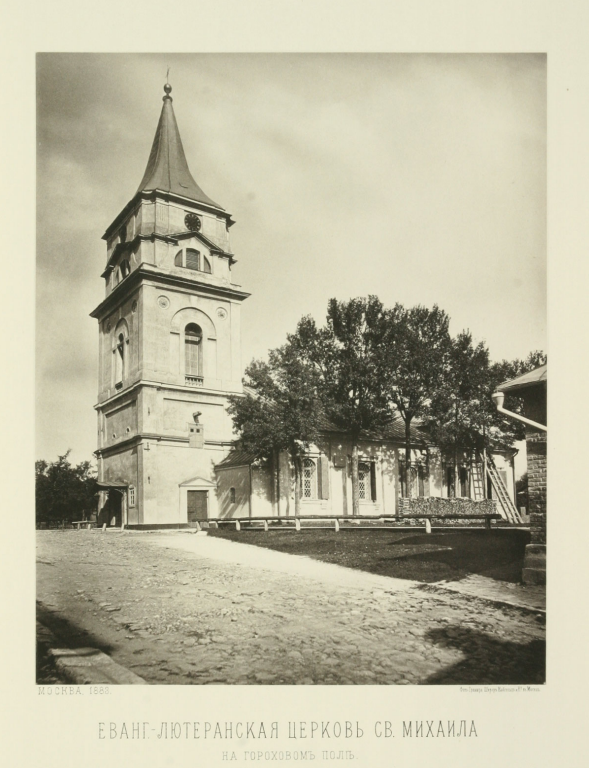
Церковь Св. Михаила, 1884 г.

На территории Немецкой слободы к концу XVII века было четыре церкви, где неправославным европейцам разрешалось беспрепятственно проводить богослужения:
- Лютеранская церковь Святого Михаила (совр. ул. Радио, 17) — «старая» или «купеческая» церковь (кирха), «старая обедня». Старейшая лютеранская церковь в Москве. Приход этой церкви существовал уже в 1576 году, до разорения опричниками Старой Немецкой слободы. В Новой Немецкой слободе построена в 1684—1685 годах — первая каменная церковь Немецкой слободы, затем построена заново в 1764 году. От церкви носит своё название располагавшийся рядом Новокирочный переулок (церковь «старая» — переулок «новокирочный»).
- Лютеранская церковь Святых Петра и Павла — «новая» или «офицерская» церковь (кирха), «новая обедня». Изначально была деревянной, затем в 1694 году была построена каменная церковь, где в отличие от деревянной церкви был установлен орган. На закладке церкви присутствовал сам Пётр I, поэтому некоторые историки предполагают, что он выделил деньги на строительство церкви и заложил первый камень в её основание. Церковь была названа в честь святого покровителя царя — апостола Петра. От церкви носит название Старокирочный переулок (церковь «новая» — переулок «старокирочный»).
- Реформатская церковь — в единую общину которой входили голландские кальвинисты и англичане англиканского вероисповедания, не имевшие своей церкви. Впервые церковь упоминается в 1616 году. Изначально была деревянной, в 1694 году — заменили на каменную; по размеру была меньше лютеранских церквей. Располагалась на углу Голландского переулка переулка и Немецкой улицы[9].
- Католическая церковь Святых Апостолов Петра и Павла — была построена позже всех. Небольшая деревянная церковь была построена в конце XVII века (ок. 1698 г.), затем в 1706 году, когда Пётр I правил единовластно, а влияние православной церкви заметно ослабло, вместо деревянного был выстроен каменный храм, освященный в честь покровителей царя — святых апостолов Петра и Павла. Церковь по размеру была больше реформатской церкви и немного меньше церкви Св. Михаила. Располагалась на углу Немецкой улицы и Кирочного переулка. С начала XVIII века при церкви имелась иезуитская школа[10].

Эти церкви сформировали особый колоритный облик Немецкой слободы и были местами единения иностранцев в Москве. Во время пожара Москвы 1812 года сгорели католическая и лютеранская церкви Св. Петра и Павла. После пожара единственной действующей церковью осталась церковь Св. Михаила, которая была снесена по указу советских властей в 1928 году. В 1817 году община Петропавловской лютеранской церкви обосновалась в перестроенном под церковь усадьбе Лопухина в Космодамианском переулке, а католики в 1845 году выстроили новую церковь, также ближе к центру Москвы, в Милютинском переулке.

## Культурное наследие
Объект культурного наследия народов РФ федерального значения. Рег. № 771440837940006 (ЕГРОКН). Объект № 7710371000 (БД Викигида)
Культурный слой Немецкой слободы XVI—XVII веков — памятник археологии с федеральной категорией охраны.
Примечательные здания и сооружения Немецкой слободы:
- Дом голландских медиков Ван-дер-Гульстов, так называемый «Дом Анны Монс», в перестроенном виде (Бауманская ул., дом 53, строение 8);
- Лефортовский дворец или Дворец Петра I на Яузе 1696—1699 годов (2-я Бауманская ул., дом 3);
- Слободской дворец князя А. А. Безбородко, в XIX веке перестроен архитектором Д. И. Жилярди (2-я Бауманская ул., дом 5, строение 1);
- Фанагорийские казармы (Почтовый двор) середины XVIII века на месте сгоревшего в пожаре 1748 года дома первого придворного лейб-медика графа И. Г. Лестока (нет адреса БТИ, на Бауманской улице, между домами 57с2 и 57Бс1);[12]
- Усадьба бригадира Ф. Л. Карабанова 1770-е годов, с главным домом, двумя флигелями и воротами, архитектор М. Ф. Казаков (Бауманская ул., 36—38);[12]
- Усадьба князя И. Ф. Ромодановского начала XVIII века, затем — Н. А. Демидова (перестроена архитекторами Д. В. Ухтомским и В. И. Баженовым, главный дом — 1760-х годов[12]), со второй половины XIX века —  Московский Дом трудолюбия (Елизаветинский институт благородных девиц), в настоящее время — Областной университет (ул. Радио, дом 10А, строение 1);
- Дом Д. Н. Щербакова — Смирновых 1770-х годов, с лавками, предполагаемый архитектор — П. Т. Бортников (Бакунинская ул., дом 24)
- Жилой дом 1874 года, в основе которого здание 1756 года (Бауманская, 44 строение 1);
- Жилой дом XVIII—XIX веков (Старокирочный пер., дом 5, строение 1);
- Усадьба А. М. Нестерова 1770-х годов, с 1832 года здесь находилась Лефортовская полицейская часть (Старокирочный пер., дом 13, строение 1);
- Жилой дом конца XVIII века (Новокирочный пер., дом 5);
- Палаты XVIII века (Денисовский пер., дом 23, строение 1);
- Дом Н. А. Корфа XVIII века (Госпитальный пер., дом 4А, корпус 1). В разные годы домом также владели статский советник Ф. Г. Швет, адмирал И. Л. Талызин, камер-юнкер князь И. П. Тюфякин, а с 1789 года — тайный советник, сенатор, директор Эрмитажа граф Д. П. Бутурлин. Граф был женат на троюродной сестре матери А. С. Пушкина — А. А. Воронцовой. Её отец А. И. Воронцов был крёстным отцом Александра Пушкина. Среди посетителей московского дома графа были И. И. Дмитриев, Н. М. Карамзин, П. А. Вяземский, частыми гостями Бутурлиных были и братья Василий и Сергей Львович Пушкины, в детстве бывал Александр Пушкин с сестрой Ольгой;
- На месте дома № 3 в Госпитальном переулке был дом И. В. Скворцова — это одно из предполагаемых мест, где в 1799 году родился А. С. Пушкин.

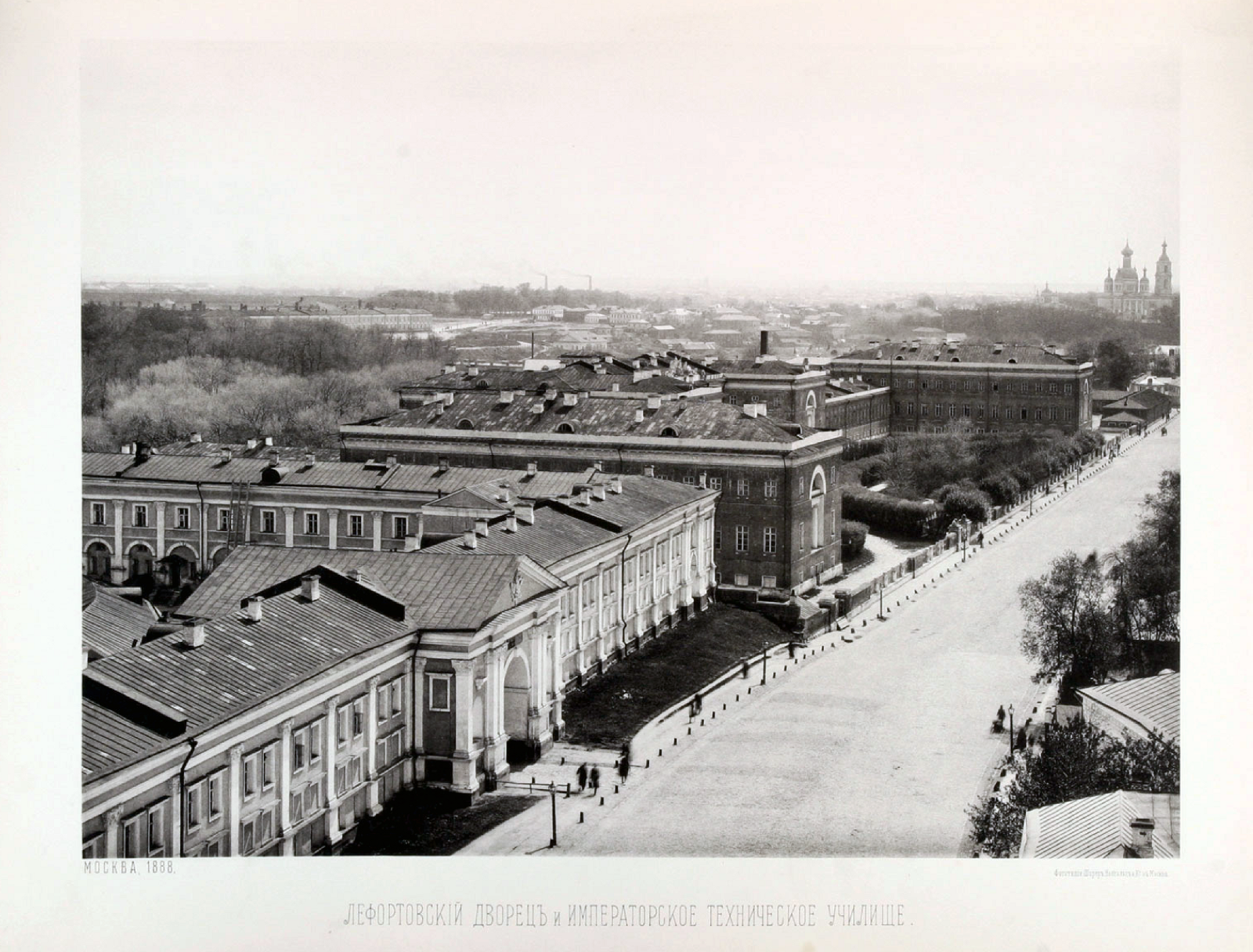
Лефортовский и Слободской дворцы. Фотография 1888 года
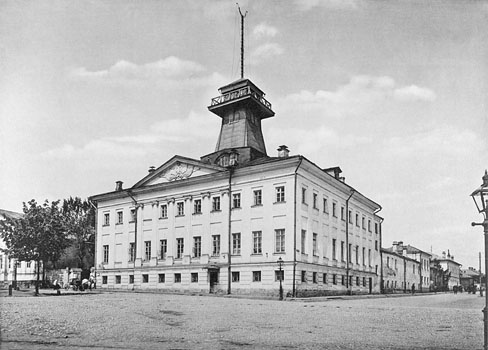
Лефортовский полицейский дом 1913 год
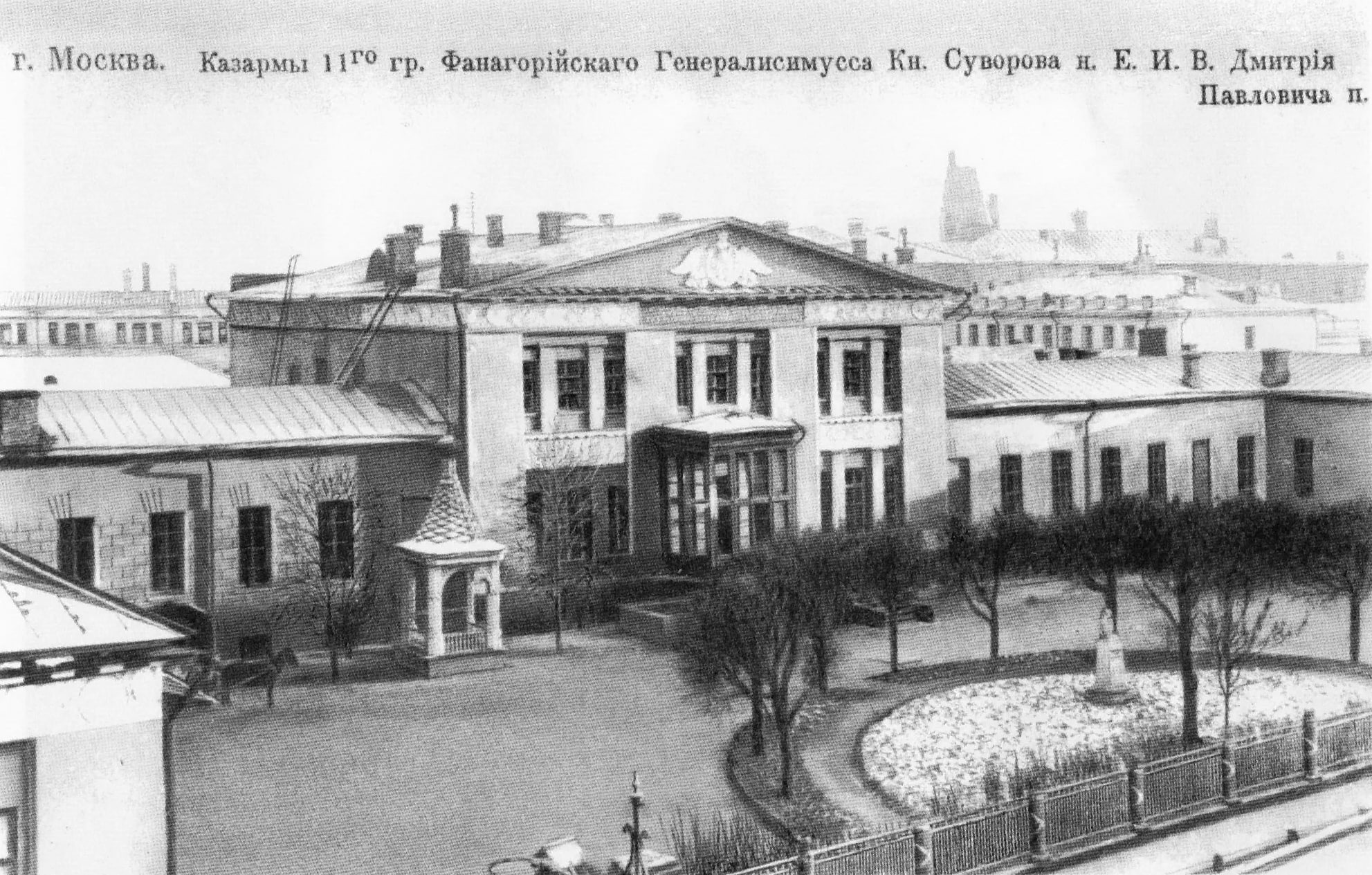
Фанагорийские казармы Фотография начала XX века
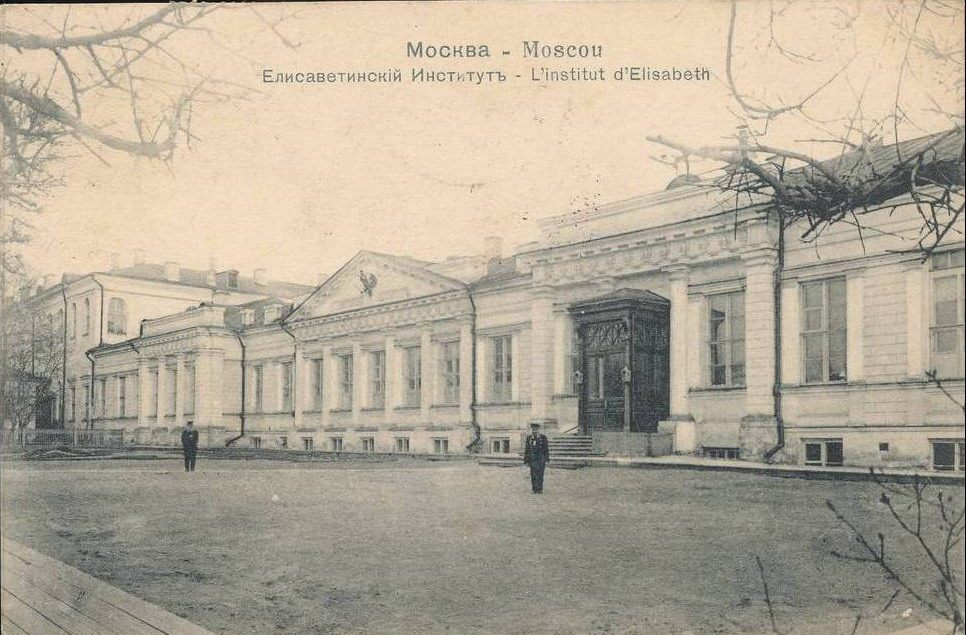
Елизаветинский институт Фотография начала XX века
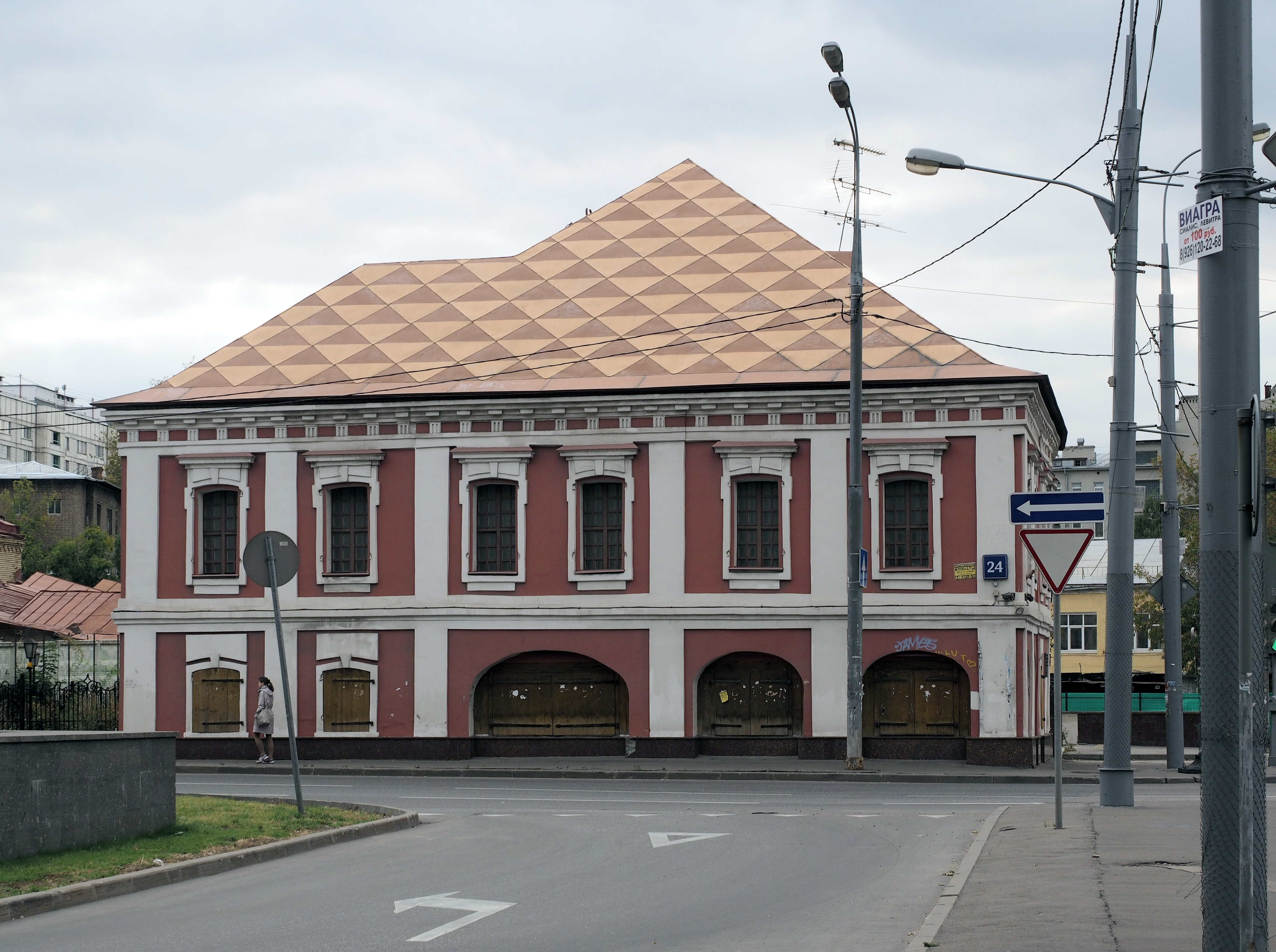
Дом Д. Н. Щербакова — Смирновых Современный вид